# أديب تيبيلي
أديب تيبيلي هو ممثل تركي ولد في 18 أبريل 1989.

## روابط خارجية
أديب تيبيلي على موقع IMDb (الإنجليزية)